# Pauna
Pauna là một thị xã và đô thị ở Departamento của Colombia Boyacá, thuộc phân vùng Western Boyacá.